# Giuseppe Pozzobonelli
Giuseppe Pozzobonelli (Milano, 11 agosto 1696 – Milano, 27 aprile 1783) è stato un cardinale italiano, noto per la sua abilità diplomatica nei rapporti tra Sacro Romano Impero e Santa Sede.

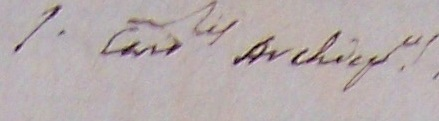
Firma del cardinale Pozzobonelli nel 1760 circa (Josephus cardinalis archiepiscopus)

I suoi otto lustri di reggenza sull'arcidiocesi di Milano, lo resero uno dei maggiori personaggi ecclesiastici nella Milano del XVIII secolo, al punto che la sua opera fu da molti suoi contemporanei paragonata a quella di suoi illustri predecessori sulla cattedra milanese come san Carlo e Federico Borromeo, in particolare nella costanza delle visite pastorali e nelle opere di governo e riforma.

## Biografia

### I primi anni
Giuseppe Pozzobonelli nacque dal marchese Francesco Pozzobonelli, regio feudatario di Arluno, e dalla nobildonna Camilla Dardanoni, entrambi residenti a Milano, presso la parrocchia di San Giorgio al Palazzo dove venne battezzato il piccolo Giuseppe. La famiglia Pozzobonelli era inoltre proprietaria della Cascina Pozzobonelli e del palazzo Palazzo Pozzobonelli-Isimbardi, alcuni tra i più interessanti monumenti quattrocenteschi presenti a Milano.
Rimasto orfano della madre in tenera età, passò i primi anni di vita a Milano, alunno del Collegio dei Nobili diretto dai Gesuiti, ove si distinse per ingegno e diligenza, riuscendo ben presto a divenire principe dell'Accademia che aveva sede nel collegio. Dopo aver iniziato gli studi superiori a Roma, li continuò, da convittore nell'Almo Collegio Borromeo, all'Università degli Studi di Pavia, ove nel 1722 si laureò con lode in utroque iure ottenendo in seguito, per l'appartenenza ad una famiglia nobile, l'iscrizione al Collegio dei Giudici, dei Conti e dei Cavalieri della città di Milano (1726).
Dopo aver maturato la propria vocazione ecclesiastica ed essere stato consacrato sacerdote il 23 dicembre 1730 per mano del cardinale Benedetto Erba Odescalchi (che era stato suo direttore spirituale), Giuseppe Pozzobonelli iniziò la rapida ascesa: moderatore degli studi nel Seminario milanese, canonico della Metropolitana (1730), segretario regionale dell'arcidiocesi, conservatore della Biblioteca Ambrosiana (1734 da lui arricchita con materiale proveniente dalla libreria Rampini), vicario moniale della città, vicario capitolare (24 dicembre 1742) alla morte del cardinale Carlo Gaetano Stampa, arciprete del capitolo (24 aprile 1743). Fu in seguito nominato Protonotario apostolico onorario, Prelato domestico di Sua Santità e Referendario dei Supremi Tribunali della Segnatura Apostolica di Grazia e Giustizia. Nel frattempo una delle sue tre sorelle decise anch'ella di intraprendere la carriera ecclesiastica, divenendo monaca del monastero di Santa Maria alla Vettabbia.

### Arcivescovo di Milano e il cardinalato: i rapporti con il governo austriaco

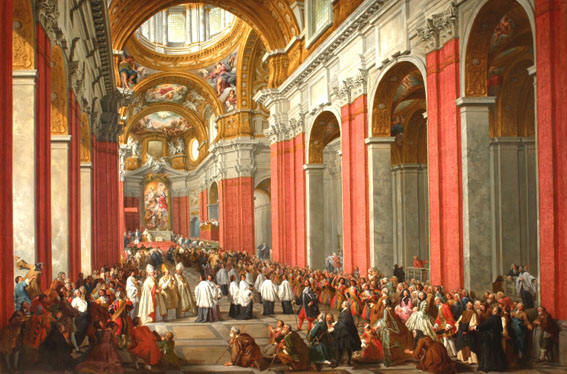
Consacrazione del cardinale Giuseppe Pozzobonelli nella chiesa dei Ss. Ambrogio e Carlo al Corso a Roma, 1743, Giovanni Paolo Pannini.

Il 14 giugno 1743 fu eletto arcivescovo di Milano ed il 19 giugno successivo, in qualità di vicario capitolare, spettò a lui stesso l'onore di annunciare alla diocesi milanese la sua elezione alla carica di arcivescovo. Partito poco dopo per Roma, il 21 luglio successivo venne consacrato vescovo nella chiesa di San Carlo al Corso (chiesa nazionale dei milanesi nella città eterna), per mano dello stesso papa Benedetto XIV, assistito da Antonio Maria Pallavicini, arcivescovo titolare di Naupactus, e da Carlo Alberto Guidobono Cavalchini, arcivescovo titolare di Filippi. L'occasione venne immortalata in un celebre quadro del famoso vedutista Giovanni Paolo Panini, commissionato dallo stesso Pozzobonelli. Il 4 agosto di quello stesso anno, nella chiesa romana di Santa Maria sopra Minerva, il papa gli impose il pallio ed il 19 settembre lo creò cardinale col titolo di Santa Maria in Via.
Tornato in patria, apprese con gioia che la sua nomina era stata molto bene accolta dalla cittadinanza del milanese che lo sosteneva, ma dovette tardare di quasi un anno il suo insediamento ufficiale a causa del tardivo placet giunto dalla corte di Vienna sulla sua nomina nella capitale del milanese come arcivescovo. Una volta giunto il documento, il Pozzobonelli poté ufficialmente fare il proprio ingresso nella cattedrale di Milano il 21 giugno 1744 con una sfarzosa cerimonia.

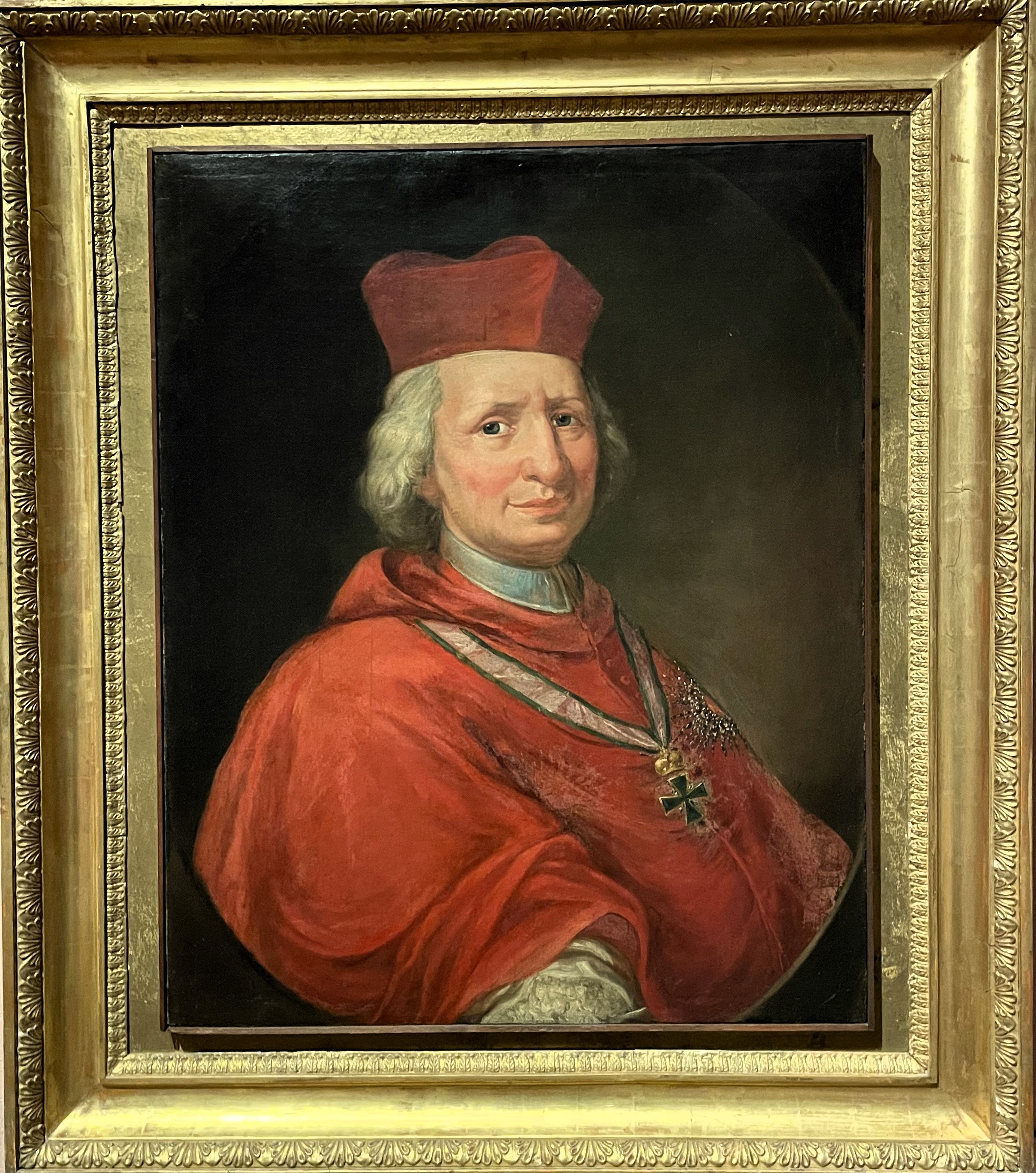
Pompeo Batoni, Ritratto del cardinale Giuseppe Pozzobonelli, Pinacoteca Malaspina Pavia

Nel 1751 celebrò un giubileo che portò alla traslazione in processione del corpo di San Carlo Borromeo per le vie di Milano, un evento che ebbe all'epoca larga risonanza in tutta l'arcidiocesi, fatto che andò ad assommarsi alle moltissime visite pastorali che il Pozzobonelli compì in tutte le pievi del milanese.
Alla guida dell'arcidiocesi di Milano inaugurò una linea diplomatica favorevole al governo austriaco: per meriti d'ambasceria tra Stato della Chiesa ed Impero d'Austria e grazie all'amicizia col governatore austriaco di Milano, il conte Carlo Giuseppe di Firmian, venne insignito della più alta onorificenza austriaca, la gran croce dell'Ordine Reale di Santo Stefano d'Ungheria, in occasione delle nozze tra la duchessa Maria Beatrice d'Este, figlia di Ercole III, e l'arciduca Ferdinando, per mano dell'imperatrice Maria Teresa in persona nel 1771. Questi meriti non gli impedirono però di opporsi fervidamente ad alcune riforme illuministiche dei governi di Maria Teresa prima e di Giuseppe II poi (giuseppinismo), che prescrissero la soppressione di alcuni ordini religiosi in Lombardia, contrastando in particolare quelle riforme che si proponevano di eliminare parte delle esenzioni e dei privilegi del clero.
Ad ogni modo, in accordo con lo stesso Imperatore, si scagliò contro gli abusi della religione e non appena eletto emanò un decreto per la riduzione del numero degli esorcisti, con l'intento di eliminare i sedicenti ministri di Dio. Nel 1773, pur obbligato a dare seguito al decreto per lo scioglimento della compagnia dei Gesuiti come deciso da Clemente XIV con breve del 21 luglio di quello stesso anno, Giuseppe Pozzobonelli cercò di integrare molti degli ex gesuiti nel clero secolare dell'arcidiocesi, dopo che questi erano stati estromessi dalle loro sedi milanesi di 
San Fedele, dal collegio di Santa Maria in Brera e dal collegio di San Girolamo.
Protettore delle arti e delle lettere, tra il 1751-52 Nicolò Sormani pubblicò un'opera in tre volumi dal titolo Passeggi storico-topografico-critici nella città indi nella diocesi di Milano, dedicati al cardinale Pozzobonelli.

### Gli ultimi anni
Il Pozzobonelli prese parte al conclave del 1758 che elesse papa Clemente XIII, optando il 2 agosto di quello stesso anno per il titolo di Santa Maria sopra Minerva. Nel successivo conclave tenutosi nel 1769, fu tra i papabili assieme al cardinale Colonna, ma venne infine eletto pontefice il cardinale Ganganelli col nome di Clemente XIV. Il 28 maggio di quello stesso anno optò per il titolo cardinalizio di San Lorenzo in Lucina e divenne Cardinale Protopresbitero per anzianità.
Dopo venticinque anni di guida dell'arcidiocesi, minato nella salute e stanco degli ultimi contrasti avuti con il governo austriaco in materia ecclesiastica, nel 1769 il cardinale decise di rinunciare al ruolo di arcivescovo di Milano, ma papa Clemente XIII, con una lettera confidenziale, lo persuase a rimanere alla guida dell'arcidiocesi.

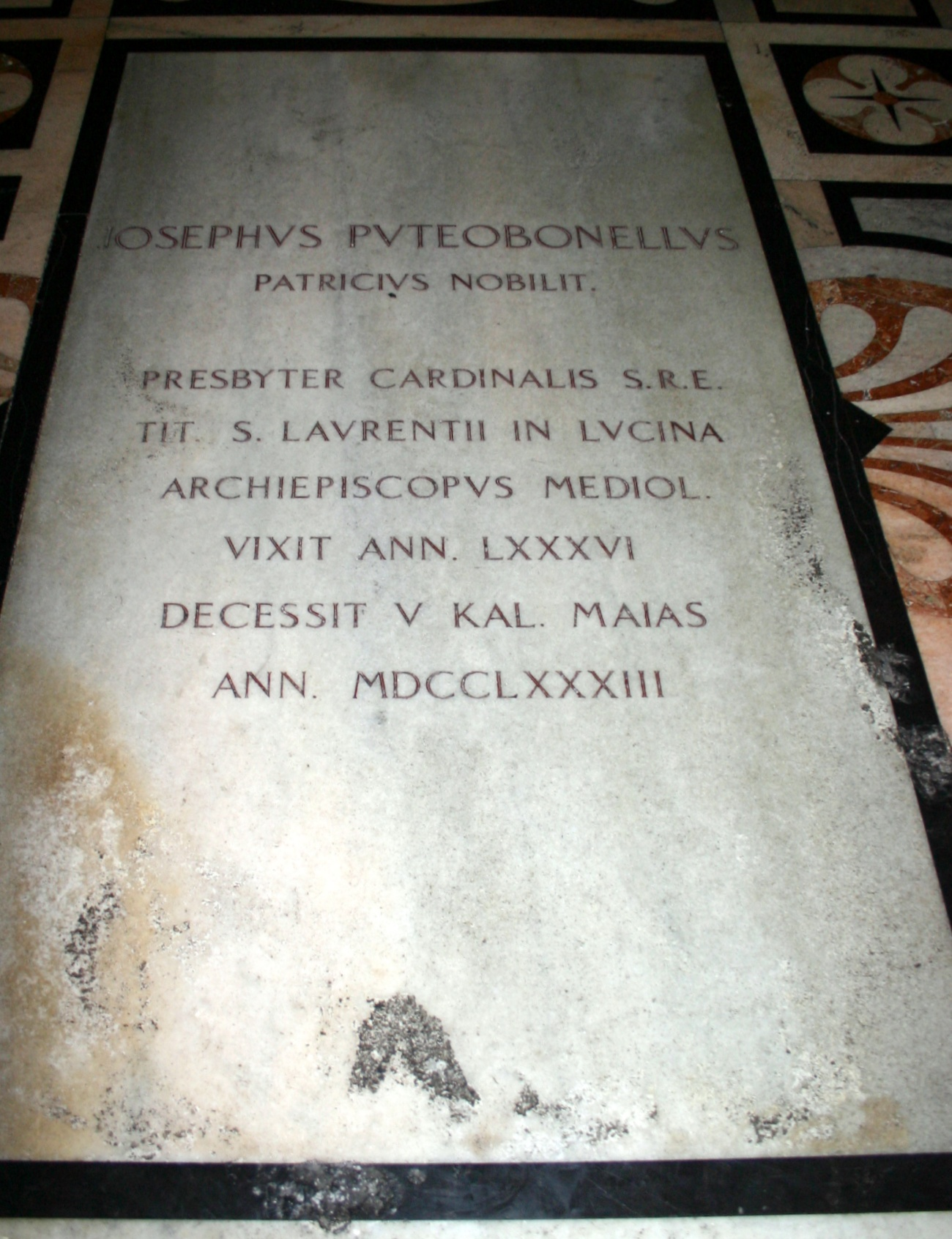
La tomba del Cardinale Pozzobonelli nel Duomo di Milano, presso l'altare dedicato al suo santo protettore, San Giuseppe

Nel 1770, il Pozzobonelli provò a ripresentare le proprie dimissioni da arcivescovo, questa volta in forma privata all'imperatrice Maria Teresa d'Austria, suggerendo di nominare al suo posto il milanese Giovanni Archinto, all'epoca arcivescovo titolare di Filippi e già cameriere segreto del pontefice nonché prefetto del Palazzo Apostolico. Tuttavia la sovrana, che aveva grande stima e fiducia nelle doti del cardinale, gliele rifiutò. Il 12 marzo 1770 nella casa milanese del governatore von Firmian partecipò ad un concerto ove ebbe modo di conoscere personalmente Wolfgang Amadeus Mozart.
Nel 1771, su iniziativa del principe Antonio Tolomeo Gallio Trivulzio, venne istituito a Milano il Pio Albergo Trivulzio, posto sotto tutela della curia, ed il cardinale Pozzobonelli invitò Maria Gaetana Agnesi a svolgervi la funzione di direttrice del settore femminile, fornendole la possibilità in particolare di occuparsi di quelle inferme.
Proprio a causa delle sue sempre più precarie condizioni di salute, non poté presenziare al conclave del 1774-1775 che elesse pontefice Pio VI. Rimasto però nell'arcidiocesi prese l'importante decisione di supportare l'idea di porre una statua della Vergine Maria sulla guglia più alta del Duomo di Milano, la famosa Madonnina che venne eretta nel 1774 e che è ancora oggi uno dei simboli principali della stessa città di Milano.
Sempre più provato dalla malattia che lo colse nel 1776 e nel 1781, morì in odore di santità il 27 aprile 1783. Il 21 maggio successivo, dopo i funerali, il corpo del cardinale venne sepolto nel Duomo di Milano, nella pavimentazione, presso la cappella di San Giuseppe, suo santo patrono. Una solenne messa di suffragio fu successivamente celebrata presso la Chiesa di Santa Maria presso San Satiro e il 16 giugno il presule fu ricordato in una nuova cerimonia di esequie presso San Giorgio al Palazzo, parrocchiale della nobile famiglia Pozzobonelli e luogo ove lo stesso cardinale era stato battezzato. L'orazione della solenne cerimonia fu tenuta dal dottore di Sacra Teologia e architetto Giuseppe Zanoja e data alle stampe dal regio stampatore Giuseppe Galeazzi.
All'arcidiocesi di Milano lasciò la sua collezione di opere d'arte con paesaggi arcadici databili tra il Seicento ed il Settecento, opere che il suo successore, l'arcivescovo Visconti, fece confluire nella già esistente collezione arcivescovile che oggi è rappresentata dal Museo Diocesano di Milano. 
La sua opera in campo pastorale e politico per l'arcidiocesi di Milano fu paragonata più tardi da scrittori cattolici a quella di illustri suoi predecessori quali Carlo e Federigo Borromeo.

## Genealogia episcopale e successione apostolica
La genealogia episcopale è:
- Cardinale Scipione Rebiba
- Cardinale Giulio Antonio Santori
- Cardinale Girolamo Bernerio, O.P.
- Arcivescovo Galeazzo Sanvitale
- Cardinale Ludovico Ludovisi
- Cardinale Luigi Caetani
- Cardinale Ulderico Carpegna
- Cardinale Paluzzo Paluzzi Altieri degli Albertoni
- Papa Benedetto XIII
- Papa Benedetto XIV
- Cardinale Giuseppe Pozzobonelli

La successione apostolica è:
- Vescovo Giovanni Tommaso Gallarati Ghislieri (1772)